# Værft (ø)
 For alternative betydninger, se Værft (flertydig). (Se også artikler, som begynder med Værft)
Et værft (nordfrisisk: werew, frisisk og nederlandsk: terp, plattysk og højtysk: warft, på tysk også wierde) er en kunstig banke i vadehavet i marsklandet eller på en hallig (småø) lavet af marskens fede jord. På dansk findes også formerne varft, verft eller historisk værre.
Mange halliger og kystnære marskområder er ikke sikret med diger. Derfor samles bebyggelser i disse områder på op til 4 meter høje værfter. Værfter er dermed de eneste forhøjninger, som rager op over vandet, når landet ved højvande og stormflod oversvømmes. Det største værft er Hansværftet på hallig Hoge i Nordfrisland.
I Danmark findes omkring 60 værfter med enkelte gårde på. I både Rudbøl og Ubjerg er alle husene samlet på et stort værft. Danske værfter findes næsten udelukkende i det sydvestlige Jylland i Tønder- og Ballummarsken. Længere nordpå var marsklandet smallere, så folk kunne udnytte marsken, mens de selv boede på den højere liggende gest.
Værfter findes også i den nederlandske og nordtyske marsk. I den nederlandske marsk er de ældste værfter anlagt i århundrederne før Kristi fødsel. I Sydslesvig (området mellem Ejdersted og grænsen) opstod værftsbebyggelsen først i middelalderens sidste del. Indtil da har mennesker kunnet bo på den flade marsk eller små naturlige forhøjninger .

## Typer
Værfter findes i tre grundtyper: den runde landsby, gadelandsbyen og enkeltgården.

### Den runde landsby
Den runde landsby (tysk: rundling) er udbredt fra Zuiderzee til egnene øst for Weser. De kan have lidt varierende størrelse og udseende men udviser visse karakteristiske fælles træk. De har en diameter på 400–500 m og et samlet areal på omkring 14 ha. Gårdene er langhuse i en eller to kredse omkring en plads midt på værftet og med en gavlport vendt mod værftets periferi. Gadenettet består af en indre ringgade omkring centralpladsen, en mellemste ringgade, der adskiller de to gårdkredse (hvor de forekommer) og en ydre ringgade langs værftets yderside. Ringgaderne forbindes af et antal smalle, radiære gyder, hvoraf en del forsætter som markveje ud i det omgivende marsklandskab. I nyere tid kan de oprindelige gårde dog være blevet erstattede med mindre huse for håndværkere og handlende. Typiske eksempler er landsbyerne Rysum, Loquard og Upleward i landskabet Krummehörn.
En del værftlandsbyer fremtræder ikke helt runde men har et aflangt (ovalt) præg. Også i de tilfælde gælder det imidlertid, at der findes en indre og en ydre ringvej samt en centralt beliggende kirke. Andre værftlandsbyer fremtræder mere sammensatte, men det kan påvises, at de oprindeligt var runde landsbyer, der i tidens løb er sammenvoksede med andre bebyggelsesgrupper, hvorved de danner en såkaldt "Haufendorf".

### Gadelandsbyen
En grundlæggende anden værftbebyggelse forekommer spredt rundt om i Vadehavsområdet. Den kendetegnes ved, at bebyggelsen er anlagt ud mod en central landsbygade. Bebyggelsen består karakteristisk af huse, ikke gårde, med areal på fra 4 m × 6 m til 6 m × 8 m. Husene har været bygget af lodrette bræddevægge og formodes oprindeligt at have været lagerrum for handlende og/eller håndværkere. Disse gadelandsbyer er typisk anlagt i 7.-9. århundrede e.Kr., og i mange tilfælde er der for enden af landsbygaden tidligt blevet bygget en trækirke. Et eksempel på en gadelandsby er Groothusen, der oprindeligt var omkring 500 m lang og omkring 130 m bred. Bebyggelsen lå oprindeligt ved en tidevandsrende ved indløbet til en tidligere bugt, Sielmönken Bucht, og havde gode adgangsvilkår for fladbundede skibe. Gaden krummer for at følge bredden af den oprindelige lo. Af andre eksempler på denne type kan nævnes Emden, Grimersum i bunden af den tidligere Leybucht, Nesse øst for byen Norden og Langwarden på nordspidsen af Butjadingen mellem Weser og Jade. Overhovedet findes adskillige sådanne gadelandsbyer i området mellem Dollart og Weser i Østfrisland. I tilknytning til sådanne gadelandsbyer fandtes ofte et forsvarsanlæg beliggende i den modsatte ende af langgaden i forhold til kirken.
Disse gadelandsbyer kaldes wike eller wilke, hvilket kan sammenlignes med benævnelsen wik for handelspladser fra tiden mellem Romerrigets sammenbrud og tidlig middelalder.

### Enkeltgården
En tredje type af værfter er enkeltgårdsværfter. De er overvejende yngre end landsbyværfterne. Kendetegnende for dem er, at der kun ligger en enkelt gård på værftet. Centralt findes typisk et kunstigt regnvandsbassin, der blandt andet anvendes til at forsyne gårdens dyr (typisk køer) med drikkevand (gadekær eller på nordfrisisk feeding).

## Historie
I Vestfriesland og Friesland i Holland kan lave bebyggelsesværfter dokumenteres tilbage til førromersk jernalder (300 f.Kr. - år 0). I marskområderne omkring Dollart og Jadebusen samt mod øst frem til Wesers højre bred er værftbebyggelser formodentlig noget yngre, idet de ældst dokumenterede stammer fra 100 f.Kr. - 200 e.Kr. Disse tidlige bebyggelser blev anlagt i lange rækker på de højeste steder i marsklandskabet, typisk strandvolde og klitmarsk ud mod havet og på levéer langs vandløb og tidevandsrender.
I slutningen af første århundrede e.Kr. skifter bebyggelsen karakter. Det sættes i forbindelse med en formodet havstigning eller med stormfloder: bebyggelsen opføres nu samlet på omkring 1 m høje, aflange værfter omkring en central, åben plads. Efterhånden blev værfterne udbyggede og forhøjede, og der kunne blive opført nye ringe af gårde, hvorved der opstod et storværft, som ofte omfattede flere hektar; sådanne bebyggelser kendes blandt andet fra Feddersen Wierde ved Bremerhaven og Ezinge i provinsen Groningen. Denne bebyggelsestype bredte sig nordpå til Ditmarsken og den sydligste del af Ejdersted. Dette indebærer, at de fleste marskområder har været mere eller mindre uafbrudt bebyggede siden Kristi fødsel. I det 4. og det 5. århundrede blev mange store værfter omkring Jadebusen og Weser i Østfrisland, i Elbmarsken og i Ejdersted imidlertid opgivet, hvilket har været sat i forbindelse dels med nye havstigninger, dels med den angelsaksiske udvandring til England.
I det 8. århundrede skete imidlertid en ny bebyggelsesspredning til marskområderne, og flere af de ældre værfter omkring Weser og vestover blev atter inddragne til bebyggelse. Det er i denne periode, at de to typer af landsbyvæfter, den runde landsby og gadelandsbyen, udviklede sig.